# Gammiella ceylonensis
Gammiella ceylonensis là một loài Rêu trong họ Sematophyllaceae. Loài này được (Broth.) B.C. Tan & W.R. Buck mô tả khoa học đầu tiên năm 1989.